# Mala Rakovița, Sofia
Mala Rakovița (în bulgară Мала Раковица) este un sat în comuna Bojuriște, regiunea Sofia,  Bulgaria. 

## Demografie
Componența etnică a satului Mala Rakovița
     Nicio identificare (100%)
     Altele (0%)
La recensământul din 2011, populația satului Mala Rakovița era de 2 locuitori. . Pentru 100% din locuitori nu este cunoscută apartenența etnică.